# Gimnàs de Pèrgam
El Gimnàs de Pèrgam era un antic gimnàs de l'antiga ciutat de Pèrgam, a Anatòlia, a l'actual Turquia. Les ruïnes en formen part del Patrimoni de la Humanitat de la UNESCO de Pèrgam i el seu paisatge cultural d'estrats múltiples.

## Història
El Gimnàs de Pèrgam fou construït durant el període hel·lenístic pel rei Èumenes II després de l'any 197 abans de la nostra era. El van reconstruir durant el període imperial romà. S'utilitzava en general per a l'educació dels joves. L'edifici era un dels majors edificis públics de la ciutat i un dels gimnasos més grans del món antic.
El gimnàs es trobava al vessant sud de l'Àgora de Pèrgam, i estava construït sobre tres terrasses. A la banda occidental hi havia el Santuari de Demèter i Persèfone i al costat nord l'Herèon. L'entrada a les instal·lacions del gimnàs es feia pel costat est del carrer principal de la ciutat fins als nivells mitjà i superior del conjunt, pels propileus.

## Descripció

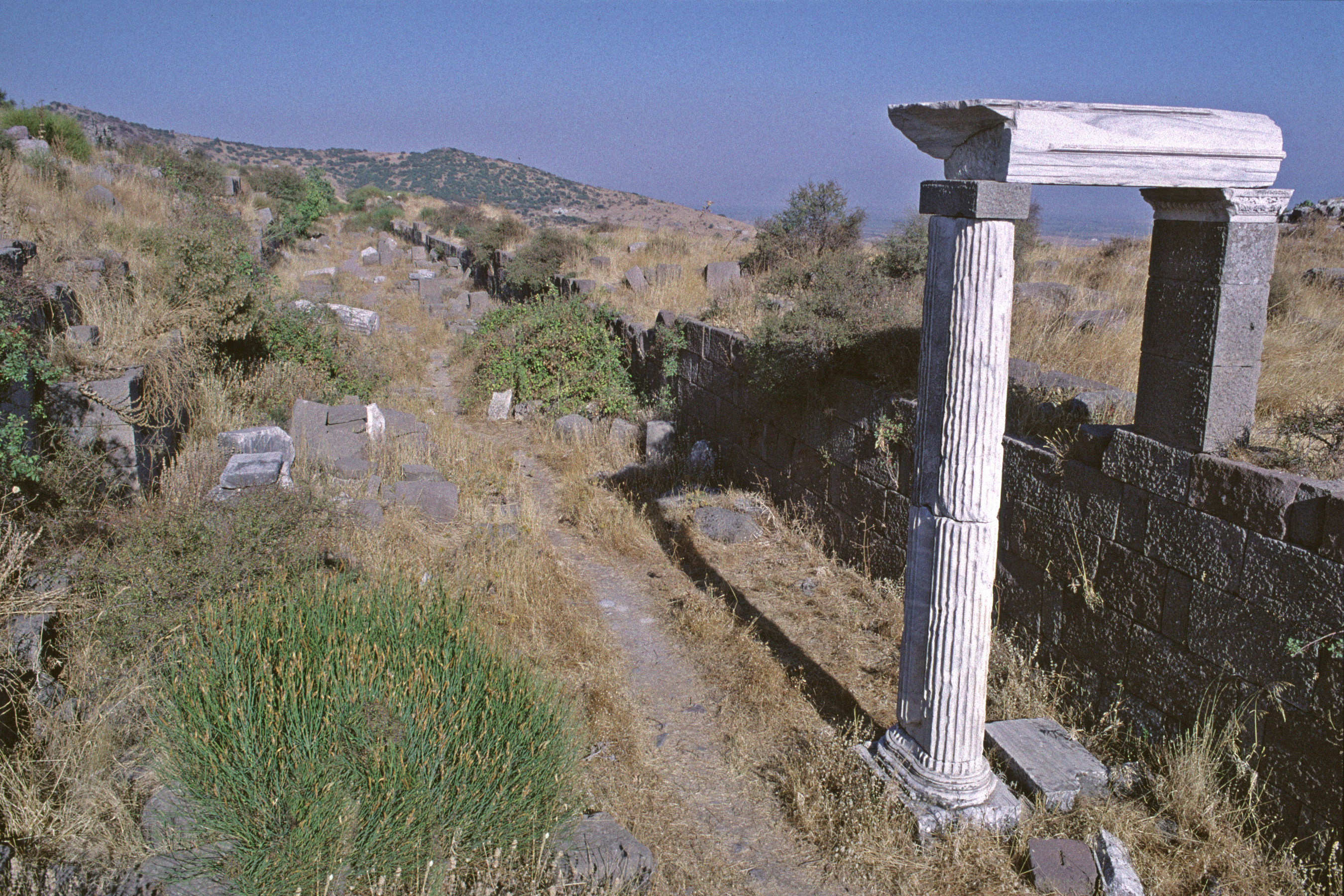
Restes del gimnàs

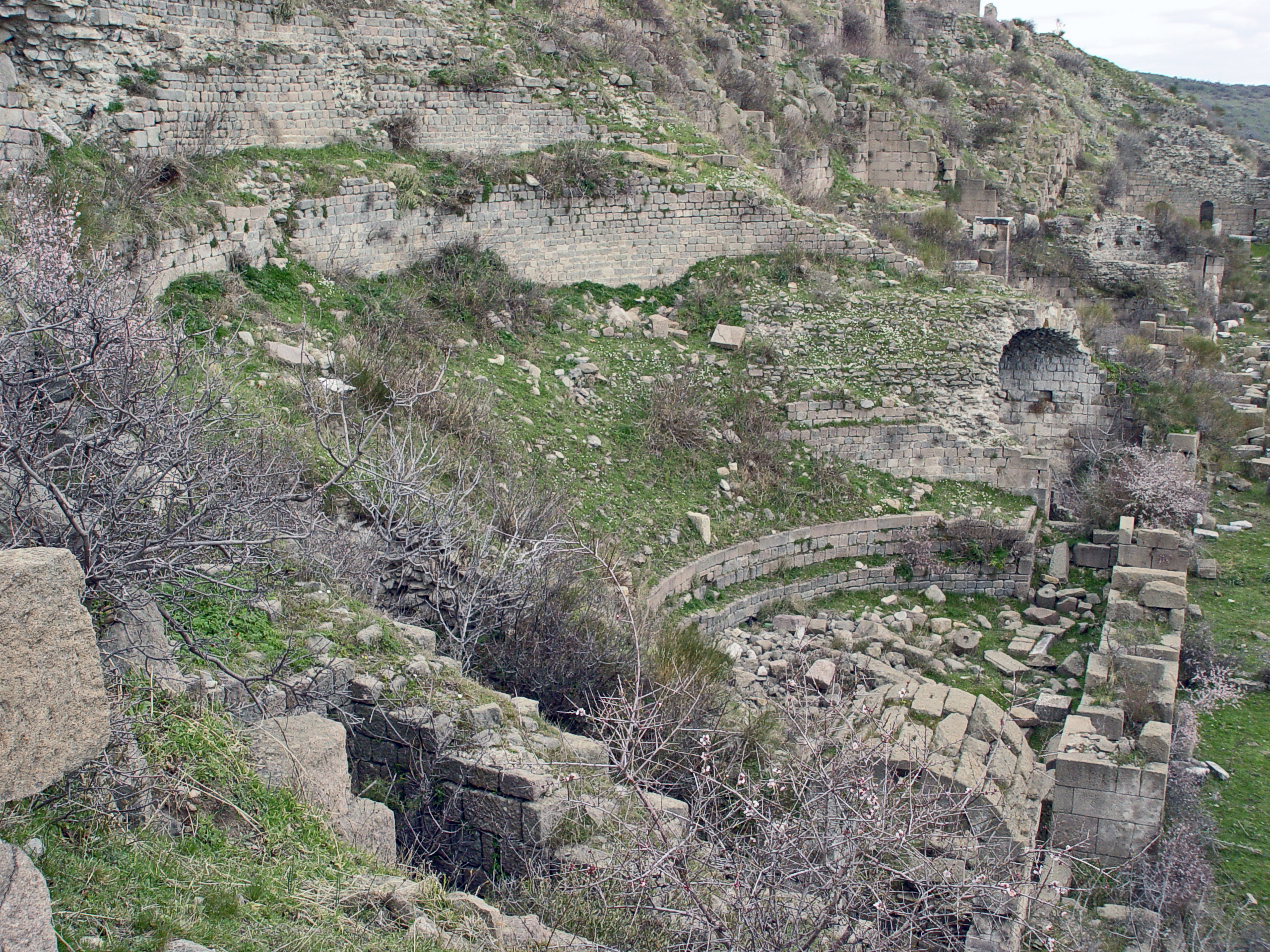
Ruïnes de l'odèon del gimnàs

A l'est de l'àrea central hi havia un petit temple d'estil corinti dedicat a Hèracles. A la banda nord de la zona central, al nivell superior, hi havia una estoa de dos pisos d'estil dòric. I al costat sud de l'esplanada hi havia una terrasseta.
A la terrassa superior hi havia una palestra amb columnates de dos pisos a l'oest, nord i est, al principi d'estil dòric i més tard jòniques. Així doncs, s'hi van utilitzar els tres ordres clàssics. Darrere les columnes del costat nord hi havia l'odèon, l'efebeion i la sala dedicada al culte imperial. A la banda oest de la palestra hi havia un temple pròstil d'estil jònic, que sembla que estava dedicat a Asclepi, i unes termes. A l'est de la palestra hi havia més termes. Al sud hi havia un ksystos, un estadi subterrani cobert per a entrenar-se corrent.
A l'àrea s'han trobat fragments d'escultures, com ara d'Àtal II de Pèrgam i d'Hèracles.